# Neoselachii
Neoselachii, podrazred riba u razredu Elasmobranchii koji se sastoji od infrarazreda Batoidea, plosnatih riba u koje pripadaju drhtuljke, ražovke, golubovke i Pilaši i infrarazreda Selachii s dva nadreda morskih pasa, Galeomorphi i Squalomorphi.
Prdstavnici riba Neoselachii su grabežljivci, neke od njih posjeduju elektroceptore poznate pod imenom lorenzinijeve ampule, pomoću kojih mogu pratiti električni naboj žrtve. Ovi elektroceptori smješteni su na glavi ribe, i kod raža i kod morskih pasa, i pomoću njih mogu pratiti i pojesti plijen i bez da ga vide.

## Podjela
- Batoidea
  - Myliobatiformes
  - Pristiformes
  - Rajiformes
  - Torpediniformes
- Selachii
  - Galeomorphi
  - Squalomorphi